# Nella, una princesa valiente
Nella, una princesa valiente (en inglés, Nella the Princess Knight) es una serie de televisión británica-americana creada por Christine Ricci y Alosp Schmidt. La serie se estrenó en Nick Jr. en los Estados Unidos el 6 de febrero de 2017. En Latinoamérica, la serie se estrenó el 3 de abril del mismo año en Nick Jr.

## Argumento
Se trata sobre la princesa Nella, una niña que salva a los ciudadanos del reino de sus padres convirtiéndose en una princesa caballero cada vez que hay problemas catastróficos. Ella va en misiones con Trinket, Sir Garrett y Clod. Juntos van a misiones, resuelven misterios y aprenden lecciones valiosas.

## Personajes y reparto
- Akira Golz como Nella: es una princesa birracial amante de la diversión que se interpone en el camino de un caballero para proteger su reino. Nella es una niña valiente, confiada y dulce. Su exploración de varios pasatiempos y otros intereses son la base de varios episodios. Originalmente, Nella era una princesa normal que soñaba con ser un caballero y recibió su collar mágico que le permite transformarse en una princesa caballero después de salvar y hacerse amiga del unicornio Trinket.

- Samantha Hahn como Trinket: Es la unicornio parlante de Nella y su mejor amiga a la que le encanta la moda, haciéndola muy elegante. Ella apoya y alienta a sus amigos, y se pondrá seria si la situación lo requiere para ayudar a Nella a resolver problemas. Nella se hizo amiga de Trinket después de salvarla cuando Trinket quedó atrapada en limo mientras buscaba un colgante mágico dentro de una cueva, que el unicornio luego le dio a Nella como un "abalorio" para salvarla. Como el nombre de unicornio de Trinket era imposible de pronunciar para Nella, le dio el nombre de "Trinket" como apodo.

- Micah Gursoy como Sir Garrett: Es un caballero que acompaña a Nella en sus misiones. Él colecciona cartas de Knightly que identifican diferentes tipos de criaturas mágicas. Es muy inteligente y ofrece su inteligencia para ayudar al reino también.

- Matthew Gumley como Clod: Es el corcel parlante de Garrett, que tiene dos cuernos en la cabeza. Él es el mejor amigo de Sir Garrett, y también está en buenos términos con Nella y Trinket. Muy a menudo, Clod es el alivio cómico de la pandilla.

- Evan Christie como Sir Blaine: Es un caballero malo y mandón de nueve años que piensa que es el mejor en todo lo que hace. Muy a menudo, su ego le causa problemas y debe pedir ayuda.

### Antagonistas
- Chris Critelli como Badalf, el mago malvado: es un mago que desea robar todas las cosas elegantes de Castlehaven. Aunque tiende a causar problemas con su magia o roba importantes objetos mágicos para sí mismo, a veces puede ser amigable y en un episodio es acusado falsamente de congelar a Trinket en un carnaval, aunque Nella descubre que todo fue un malentendido y Badalf era inocente.

- Terry: es la fiel cabra mascota de Badalf que a menudo ayuda a Badalf en sus planes. Mientras no habla, Badalf aparentemente puede entender sus vocalizaciones.

- The Frostbite Brothers: tres dragones de hielo conocidos como Snowpuff, Freezy y Frozey toman el saco de regalos de Santa.

- Alyson Leigh Rosenfeld como Olivia: es la prima obsesionada con las princesas de Sir Blaine que a menudo causa problemas a Nella y a sus amigos, ya que está algo engreída, aunque en el fondo es una buena persona que a menudo se enfoca demasiado en las apariencias. Ella admira a Nella por ser una princesa, sin embargo, al principio despreciaba la idea de una princesa caballero, aunque más tarde llegó a aceptarla más después de que Nella la salvó. Tiende a aprovecharse de los amigos menos glamorosos de Nella, como Smelgly y Minatori, que les causan problemas a ellos, a ella y a Castlehaven, aunque generalmente aprende lecciones importantes, incluso haciéndose amigo de Smelgy y Minatori en el proceso. Al igual que su prima, ella y Nella ocasionalmente trabajan juntas.

- Stella: es una mujer dragón que robó cosas de Castlehaven cuando Nella se hizo amiga de Trinket. Stella secuestró accidentalmente a Trinket cuando robó el saco de dormir del Unicornio, obligando a la joven princesa Nella a emprender una búsqueda para salvar a su mejor amiga. El coraje de Nella al enfrentar a Stella, que tenía una reputación temible, le permitió a Nella transformarse en una Princesa Caballero por primera vez. Sin embargo, aunque Stella robó cosas y pareció intimidante, se sintió terrible cuando Nella reveló que había tomado Trinket y reveló que solo robó cosas para decorar su cueva. Nella, Trinket y los amigos que Nella hizo en su búsqueda ayudaron a decorar la cueva de Stella. Agradecida Stella le devolvió lo que le robó a Castlehaven y se disculpó por su comportamiento, lo que provocó que el Rey Papá hiciera caballero a Nella por su valentía.

### Otros Personajes
- Ty Jones como el Rey: es el padre de Nella y Norma, quien es el gobernante de Castlehaven. A pesar de ser un rey, sorprendentemente es un padre promedio y es bastante sensato. Él apoya a Nella y fue responsable de caballarla después de que ella valientemente se enfrentó al dragón Stella para rescatar a Trinket.

- Rebecca Soler como la Reina: es la madre de Nella y Norma. Es una madre amable y solidaria. Al igual que Nella, era muy aventurera en su juventud y era activa en los deportes.

- Courtney Shaw como La princesa Norma: es la hermana pequeña de Nella. Nella se lleva bien con Norma y a menudo ayuda a sus padres a cuidarla.

- Tyler Bunch como la Brigada de Caballeros: es un grupo de caballeros torpes pero bien intencionados que custodian el castillo real.

- Maya Tanida como Willow: es una granjera tímida de siete años que tiene el pelo verde y sabe cómo cultivar plantas.

- Fidget: es un mapache morado y blanco.

- Fickle: es un búho rosado.

- Gork: es un orco.

- Polkadottie: es un dragón rosa con lunares que inicialmente se conoce como la Sra. Dragon. Ella es la madre de un dragón que Nella encuentra. Más tarde, sus hijos pequeños se convirtieron en compañeros de juego de la princesa Norma y Pokadottie se hizo amiga de la reina mamá.

- Rivki Bench como Minatori: es una minotauro amigable. Al igual que el minotauro clásico del mito griego, su hogar es un laberinto.

- Tilly: es un conejo.

- Cici: es un cíclope que tiene mala vista y debe usar anteojos. Se hace amiga de Nella y sus amigos después de que le enseñan la importancia de usar sus lentes para que pueda ver correctamente.

- Smelgly: es un dragón incómodo que tiene problemas para hacer amigos. A pesar de ser un dragón, sueña con ser un caballero.

- Sir Coach: es un maestro de escuela blindado de Castlehaven y un caballero experimentado. Él es mentor de Nella, Sir Garret y Sir Blaine en ser caballeros. Al igual que Sir Garret, colecciona naipes de caballeros.

- Flutter: es un halcón mensajero que a menudo entrega correo para la princesa Nella.

- El Unicornio del Lago: es un unicornio sabio y poderoso presentado en la temporada 2 a quien Trinket idolatra y admira.

### Reparto en versión latinoamericano
- Lileana Chacón como Nella, la Princesa Valiente y el Dragón de Puntos Rosados.

- Kelly Viloria como Trinket.

- Sixnalie Villalba como Sir Garret.

- Jorge Bringas como Clod.

- Juan Guzmán como el Rey.

- Yojeved Meyer como la Reina, Minatori y Apestona.

- Juan Guzmán, José Gregorio Quevedo y Eder La Barrera como la Brigada de Caballeros.

- Sofía Narváez como Sir Blaine.

- Reinaldo Rojas como Gork.

- David Silva como Bigor.

- Carlos Pinto y Jorge Bringas (eps. 5 y 6) como Sir Entrenador.